# Birgit Abrecht
Birgit Abrecht (* 17. Juni 1961 in Birkenfeld, Württemberg) ist eine deutsche Architektin.

## Leben und Werke
Birgit Abrecht studierte von 1981 bis 1986 Architektur an der Fachhochschule Karlsruhe und erwarb dort ihr Diplom. Nach zweijähriger Berufspraxis als angestellte Architektin gründete sie im Jahr 1989 das Büro für Solar-Architektur in Keltern. Seitdem ist sie als freie Architektin im Bereich Solararchitektur und ökologisches Bauen tätig. Ihre Projekte umfassen Niedrigenergie-, Passiv- und Solar-Aktivhäuser sowie Effizienzhäuser.
Zu den von ihr geplanten Gebäuden gehört ihr eigenes Wohn- und Bürogebäude mit passiver Solarenergienutzung, transparenter Wärmedämmung, thermischer Solaranlage und Photovoltaikanlage in Keltern. Das Solar-Aktivhaus mit ca. 70 % solarem Deckungsgrad wurde 1993 gebaut und erlangte durch seine Technik und Formgebung Bekanntheit. Abrecht wurde für dieses Gebäude im Jahr 1994 mit dem erstmals verliehenen Europäischen Solarpreis ausgezeichnet.
Ein weiteres Tätigkeitsfeld Abrechts ist die energieeffiziente Altbausanierung bestehender Gebäude. Seit 2005 ist Abrecht eingetragene Energieeffizienz-Expertin für Förderprogramme des Bundes und Energieberaterin. Sie ist zudem als Referentin und Autorin tätig, schreibt Fachartikel und -bücher. Im Jahr 2017 hat sie die E-Learning-Plattform „Future Home“ ins Leben gerufen, um Bewohner bei der Verbesserung ihrer Wohnqualität zu unterstützen.

## Auszeichnungen (Auswahl)
- Europäischer Solarpreis für Solar-Architektur (Eurosolar, 1994)
- Messepreis Beispielhafte Solaranlage (Eurosolar/Deutsche Gesellschaft für Sonnenenergie e.V./Deutscher Fachverband Solarenergie, 1997)
- Solar- und Energiepreis für das Energiekonzept Solarhaus Abrecht (ebz., 2005)
- Architekturbuch des Monats Juli (Nordische Botschaften Berlin, 2018)[4]

## Werke
- Solarführer Nordschwarzwald., mit Markus Elsässer, Klaus Schestag, Jörg Sutter und Johannes Zink, Goldstadt Verlag, Pforzheim 1999, ISBN 3-89550-887-X.
- Architectural guide to Iceland. Mál og Menning, Reykjavík 2000, ISBN 978-3-421-03224-9.
  - Architekturführer Island. Deutsche Verlagsanstalt, München 2000, ISBN 3-421-03224-6.
- Discover Icelandic Architecture. Mál og Menning, Reykjavík 2018, ISBN 978-9979-3-3948-9.